# Orbifold
Thurston (trong Thurston, 1978–1981) giải thích nguồn gốc từ "orbifold"
Trong tô pô và hình học, orbifold tổng quát hóa khái niệm đa tạp. Nói một cách gần đúng, một orbifold là một không gian tô pô mà mỗi điểm có lân cận đồng phôi với không gian thương của một không gian Euclid dưới một tác động nhóm hữu hạn.